# فرانك إل. غراهام
فرانك إل. غراهام هو عالم أحياء جزيئية كندي، ولد في القرن العشرين.